# Roy Rogers
Roy Rogers, rodným jménem Leonard Franklin Slye, (5. listopadu 1911 – 6. července 1998) byl americký zpěvák, kytarista a herec. Svou pěveckou kariéru zahájil počátkem třicátých let, herectví se začal věnovat v roce 1935. Vystupoval ve více než stovce filmů. Herectví omezil počátkem padesátých let, přestože později vystupoval v různých filmech, ale již ne jako dříve. V letech 1951 až 1957 vystupoval v pořadu The Roy Rogers Show. Jeho manželkou byla herečka Dale Evans (před ní byl již dvakrát ženatý).